# Murcia ephippiata
Murcia ephippiata är en kvalsterart som beskrevs av Koch 1841. Murcia ephippiata ingår i släktet Murcia och familjen Ceratozetidae. Inga underarter finns listade i Catalogue of Life.